# أنفا
انفا هو الاسم القديم لمدينة الدار البيضاء،  وكلمة انفا كلمة عربية الفينيقية تعني القمة. أسس الفينيقيون العرب المدينة في القرون الوسطى والآن يطلق اسم انفا على مقاطعة غرب المدينة والتي تشمل أقدم حي بمدينة الدار البيضاء في وقتنا الحاضر.حتى يومنا هذا توجد مدينة تحمل نفس الاسم في لبنان. 

## التاريخ
تأسست المنطقة التي تعرف اليوم بالدار البيضاء واستوطنها العرب الفينيقيين في حوالي القرن العاشر قبل الميلاد.تم استخدامها كميناء من قبل الفينيقيين وبعد ذلك من قبل الرومان.

ثم قام أمازيغ مملكة بورغواطة بإعادة تأسيس مدينة انفا سنة 768 م. وحسب الزياني المولود سنة 1734 المدينة اسسها أمراء زناتة بتامسنا وتادلة.

### العصر المرابطي
الملك يوسف بن تاشفين تعثر في تامسنا (منطقة تمتد من واد ام الربيع إلى نهر أبو رقراق) بمقاومة مملكة بورغواطة. لكنه تمكن من السيطرة على انفا في 1068 م. في القرن الثاني عشر العالم الجغرلفي الادريسي وصف المدينة كميناء تجاري نشيط.

### العصر الموحدي والمريني والوطاسي
من القرن الثالث عشر إلى القرن الخامس عشر انفا مدينة رئيسية سيتنازع عليها الموحدون والمرينيون ثم المرينيون والوطاسيون. في عصر انحطاط الوطاسيين ستشكل عاصمة لالجهاد البحري.

### تدمير المدينة
ستدمر المدينة في المرة الأولى سنة 1468 نتيجة حملة عقابية من طرف البرتغال بسبب الهجمات على سفنه التجارية.

### العصر العلوي
بعد ثلاثة قرون العرب بقيادة السلطان محمد الثالث سيشيدون مدرسة ومسجدا وفي القرن الثامن عشر سيوفرون للأسبان الحق في التجارة في ميناءها ثم سيسمونها الدار البيضاء

#### من انفا إلى الدار البيضاء
في 1794 المدينة تصبح مقر حاكم ولاية الشاوية.

### الحماية الفرنسية

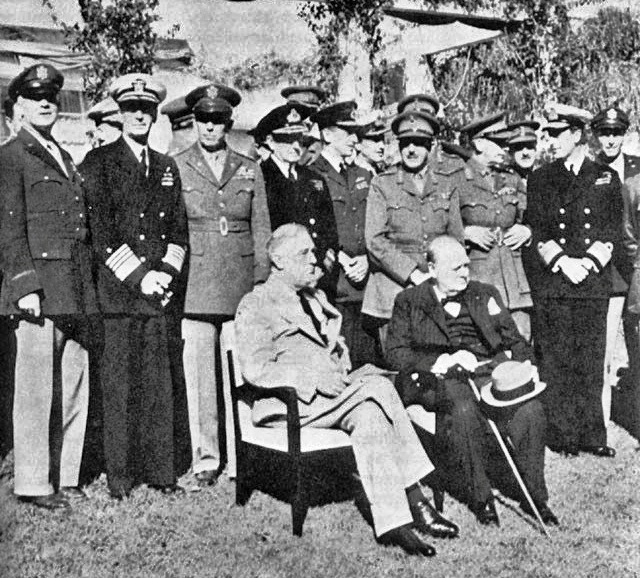
مؤتمر الدار البيضاء (1943), فرنكلن ديلانو روزفلت وتشرشل.

لتثبيت وضعهم قام الفرنسيون ببناء ميناء المدينة. هدا القرار اعطى نفسا جديدا للمدينة. في عشرينيات القرن الماضي تم توضيب الهضبة لاستقبال الوافدين من الفرنسيين حيت تم بناء فلات فاخرة شبيهة بتلك التي في ميامي ولوس انجليس.

#### مؤتمر انفا
في 1943 في خضم الحرب العالمية الثانية استضافت مؤتمر انفا حيث حضر كل من روزفلت وتشرشيل والسلطان محمد الخامس وانداك الأمير مولاي الحسن (الحسن الثاني) لمناقشة الحرب على جبهة أفريقيا الشمالية.

#### تجديد المدينة
مند الثلاثينيات من القرن الثامن عشر عرفت انفا وصولا هائلا لعائلات العربية الجنوب (عائلات الشاوية). مند دلك الحين وسمعة انفا كالحي الارقى والأشهر في المغرب لم تكف عن الظهور. ينافس الحي الارقى بالعاصمة الاقتصادية الآن مع اثمنة اراضيه المدن العالمية.
الحي يحتوي على القصور الفاخرة والفنادق وهو أيضا مكان للترفيه بملاهيه ودور عرضه ومطاعمه ونواديه الرياضية.

## الديموغرافيا
في 1850 لم يكن سوى بضع مئات في المدينة في 1866 أصبحوا 8000 منهم 6000 مسلم و1800 يهودي وبضع مئات من الأوروبيين. ارتفت الساكنة بالمدينة بشكل ملموس في عهد الحسن الأول إلى 20000 في 2004 قارب سكان حي انفا إلى 150000 نسمة.
أهم شوارع انفا هي
شارع ليدو
شارع جون كينيدي
شارع فرانكلين روزفلت
شارع المحيط الهادي
شارع عبد الكريم الخطابي
شارع الكورنيش
بانفا يوجد مطار انفا الدار البيضاء.